# Municipio de Maple Valley (Iowa)
El municipio de Maple Valley (en inglés: Maple Valley Township) es un municipio ubicado en el condado de Buena Vista en el estado estadounidense de Iowa. En el año 2010 tenía una población de 226 habitantes y una densidad poblacional de 2,42 personas por km².

## Geografía
El municipio de Maple Valley se encuentra ubicado en las coordenadas 42°36′16″N 95°19′44″O / 42.60444, -95.32889. Según la Oficina del Censo de los Estados Unidos, el municipio tiene una superficie total de 93.41 km², de la cual 93,41 km² corresponden a tierra firme y (0 %) 0 km² es agua.

## Demografía
Según el censo de 2010, había 226 personas residiendo en el municipio de Maple Valley. La densidad de población era de 2,42 hab./km². De los 226 habitantes, el municipio de Maple Valley estaba compuesto por el 88,5 % blancos, el 1,77 % eran afroamericanos, el 5,75 % eran asiáticos, el 2,21 % eran de otras razas y el 1,77 % eran de una mezcla de razas. Del total de la población el 4,87 % eran hispanos o latinos de cualquier raza.